# Parykatelieret
Parykatelieret er en dansk dokumentarfilm fra 2011, der er instrueret af Sofie Tønsberg.

## Handling
I parykatelieret sidder tre kvinder foran et spejl. Deres hår er ved at falde af, og de skal vælge en paryk. Grå, sorte og gule parykker bliver sat på hovedet og skaber nye ansigter. Kvinderne ser sig i spejlet, mens kameraet ser på dem.